# Lista de pinturas de Bertha Worms

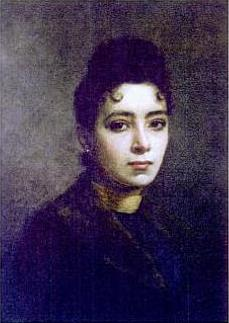
Autorretrato de c. 1893

Esta é uma lista de pinturas de Bertha Worms. Bertha Worms foi uma professora e artista franco-brasileira, nascida na comuna de Uckange, na França, em 1868. Em 1881, ingressou na École des Beaux-Arts de Paris; e quatro anos depois, na Academia Julian, expondo suas primeiras obras na capital francesa em 1888 e em 1890. No ano de 1892, casou-se com o cirurgião-dentista Fernando Worms e assim, passou a viver no Brasil. Fixou residência em São Paulo em 1894, participando da exposição de seis telas suas na Casa Fotografia Alemã. Voltou à França mais uma vez, e após retornar ao Brasil, passou a expor suas pinturas regularmente entre 1904 e 1910. Participou da Primeira e da Segunda Exposição Brasileira de Belas-Artes, e em 1923, expôs suas obras juntamente com as de seu filho, Gastão Worms. Integrou, no ano de 1934, o 1º Salão Paulista de Belas Artes, vindo a falecer três anos depois na capital paulista.
Bertha Worms pintou quadros de natureza-morta (como Maçãs e Uvas e Camarão e Cebola) e paisagens (como Rua Tabatinguera); mas suas pinturas foram predominantemente retratos (como em Retrato de Beduíno e Dama com Revista), e obras que retratavam um romantismo artístico que era bastante requisitado pela população paulista. Em Notícia Triste, de 1921, Bertha traz ao quadro uma cena sentimental com destaque às expressões da personagem e à temática emocional do cenário. Em Saudades de Nápoles, ela evidencia as temáticas de imigração e trabalho infantil, ao retratar uma criança engraxate (possivelmente de origem italiana) num ambiente urbano. Traços largos se destacavam em suas pinceladas que almejavam a precisão e expressão clara às pinturas, nas quais ela preferia utilizar cores em tons amarelos, ocres e castanhos.

## Lista de pinturas
| Imagem | Informações técnicas                                                                | Ano de criação | Acervo             | Ref.   |
| ------ | ----------------------------------------------------------------------------------- | -------------- | ------------------ | ------ |
|        | Contemplação (1) Óleo sobre tela colada sobre cartão 15 × 18,5 cm                   | —              | —                  | [ 3 ]  |
|        | Estudo Óleo sobre tela 22 × 27 cm                                                   | —              | Museu Paulista     | [ 4 ]  |
|        | Menina com Livro Desenho 19,6 × 29,3 cm                                             | —              | —                  | [ 5 ]  |
|        | Mulher Óleo sobre madeira 17 × 29 cm                                                | —              | —                  | [ 6 ]  |
|        | Retrato de Criança Óleo sobre tela 39 × 46 cm                                       | —              | PESP               | [ 7 ]  |
|        | Velho Marinheiro Óleo sobre tela 22,5 × 31,8 cm                                     | —              | PESP               | [ 8 ]  |
|        | Rua Tabatinguera Óleo sobre tela 52 × 60,5 cm                                       | 1860-2         | Museu Paulista     | [ 9 ]  |
|        | A Cigana Esmalte sobre porcelana 22,5 × 22,5 cm                                     | 1885           | —                  | [ 10 ] |
|        | Menina Esmalte sobre porcelana 22,5 × 22,5 cm                                       | 1885           | —                  | [ 11 ] |
|        | Perfil de Menina Grafite e aquarela sobre papel 13 × 21 cm                          | 1885           | —                  | [ 12 ] |
|        | Senhora e Seu Cachorro (Madame et Son Chien) Esmalte sobre porcelana 16,1 × 22,2 cm | 1885           | —                  | [ 13 ] |
|        | O Cântaro Quebrado Esmalte sobre porcelana 16 × 23 cm                               | 1887           | —                  | [ 14 ] |
|        | Enlevo Óleo sobre tela 30,5 × 40 cm                                                 | 1890           | —                  | [ 15 ] |
|        | 2 Estudos Grafite sobre papel 16 × 25 cm                                            | 1890           | —                  | [ 16 ] |
|        | Estudo de Menina (1) Grafite sobre papel 16 × 25 cm                                 | 1890           | —                  | [ 17 ] |
|        | Estudo de Menina (2) Grafite sobre papel 16 × 25 cm                                 | 1890           | —                  | [ 18 ] |
|        | Estudo de Menina (3) Grafite sobre papel 16 × 25 cm                                 | 1890           | —                  | [ 19 ] |
|        | Estudo de Menina (4) Grafite sobre papel 16 × 25 cm                                 | 1890           | —                  | [ 20 ] |
|        | Estudo de Menina (5) Grafite sobre papel 16 × 25 cm                                 | 1890           | —                  | [ 21 ] |
|        | Estudo de Menina (6) Grafite sobre papel 16 × 25 cm                                 | 1890           | —                  | [ 22 ] |
|        | Estudo de Mulher (1) Grafite sobre papel 16 × 25 cm                                 | 1890           | —                  | [ 23 ] |
|        | Estudo de Mulher (2) Grafite sobre papel 16 × 25 cm                                 | 1890           | —                  | [ 24 ] |
|        | Lucile Grafite sobre papel 16 × 25 cm                                               | 1890           | —                  | [ 25 ] |
|        | Moça Grafite sofre papel 16,5 × 25 cm                                               | 1890           | —                  | [ 26 ] |
|        | Moça de Costas Óleo sobre tela 13,5 × 17,5 cm                                       | 1890           | —                  | [ 27 ] |
|        | Retrato de Beduíno Óleo sobre tela 38 × 46 cm                                       | 1890           | PESP               | [ 28 ] |
|        | Autorretrato Óleo sobre tela 42,5 × 59,5 cm                                         | 1893           | —                  | [ 29 ] |
|        | Fernando Worms Óleo sobre tela 36 × 48 cm                                           | 1895           | —                  | [ 30 ] |
|        | Saudades de Nápoles Óleo sobre tela 66 × 82 cm                                      | 1895           | PESP               | [ 31 ] |
|        | Canção Sentimental Óleo sobre tela 66 × 81 cm                                       | 1904           | PESP               | [ 32 ] |
|        | Figos (Figueras) Óleo sobre tela 36 × 39,9 cm                                       | 1904           | PESP               | [ 33 ] |
|        | Recordas-te? Óleo sobre tela 62 × 72 cm                                             | 1906           | PESP               | [ 34 ] |
|        | Busto de Criança Óleo sobre tela 47,5 × 60 cm                                       | 1907           | —                  | [ 35 ] |
|        | Dama com Revista (Dama de Preto) Óleo sobre tela 67,5 × 100 cm                      | 1909           | Coleção particular | [ 36 ] |
|        | Contemplação (2) Óleo sobre tela colada em cartão 17 × 21 cm                        | 1910           | —                  | [ 37 ] |
|        | Minha Filha, Andréa Óleo sobre tela 49,5 × 59 cm                                    | 1911           | —                  | [ 38 ] |
|        | Retrato de Andréa Worms Óleo sobre tela 43,5 × 54 cm                                | 1919           | —                  | [ 39 ] |
|        | Mulher com Sombrinha Desenho a nanquim 20 × 25,5 cm                                 | 1920           | —                  | [ 40 ] |
|        | Notícia Triste Óleo sobre tela 23,5 × 30,5 cm                                       | 1921           | —                  | [ 41 ] |
|        | Maçãs e Uvas Óleo sobre tela 42 × 58 cm                                             | 1922           | —                  | [ 42 ] |
|        | Retrato de Homem Óleo sobre tela 42,5 × 48,5 cm                                     | 1922           | —                  | [ 43 ] |
|        | Camarão e Cebola Óleo sobre tela 22 × 26 cm                                         | 1923           | —                  | [ 44 ] |
|        | Mãe e Filho Óleo sobre tela 80 × 116 cm                                             | 1930           | —                  | [ 45 ] |